# Цементний камінь

Спрощена модель структури цементного каменю. Великі чорні точки — гелеві частки, проміжки між ними — гелеві пори (величина яких перебільшена для наочності), простір пофарбований в блакитний колір — капілярні порожнини.

Цементний камінь — каменеподібний матеріал, який утворюється з цементного розчину.
Цементний камінь — трифазна система (тверда фаза — вода — повітря) і характеризується капілярно-пористою будовою.
Поширений у будівельній справі, цементуванні свердловин тощо.

## Основні характеристики
Основними фізико-хімічними характеристиками цементного каменю є його міцність, проникність, об'ємні зміни і корозійна стійкість.

### Міцність цементного каменю
Міцність цементного каменю характеризується тимчасовим опором згину, стисканню чи розтягу. Для випробувань на міцність, виготовляють взірці цементного каменю спеціальної форми, які під-дають навантаженню для визначення граничного напруження, при якому руйнується взірець.
Міцність цементного каменю залежить від багатьох чинників, основними з яких є хіміко-мінералогічний склад цементу, водоцементне відношення, питома поверхня цементу, наявність наповнювачів і хімічних домішок, умови тужавіння тощо. На міцність цементного каменю суттєво впливають температура і тиск.
Границя міцності при згині визначається за допомогою розривних машин різного типу (Міхаеліса, МИИ-100, прилад 2035 П-05). Для визначення міцності при згині взірці цементного каменю вигото-вляють у вигляді балочок розміром 4´4´16 см, 2´2´10 см, 1´1´3 см.
Границю міцності при згині розраховують як середнє арифметичне з двох (трьох) найбільших значень граничного напруження при випробуванні трьох (чотирьох) взірців розміром 4´4´16 мм; трьох (чотирьох) найбільших значень при випробуванні чотирьох (шести) взірців розміром 2´2´10 см і чотирьох (шести) найбільших значень при випробуванні шести (восьми) взірців розміром 1´1´3 см. Середнє значення визначають з точністю до 0,1 МПа.

### Проникливість цементного каменю
Проникливість цементного каменю — це його здатність пропускати через себе рідини або гази при певному перепаді тиску.
Проникливість цементного каменю змінюється у часі і залежить від виду домішок до цементу і температури середовища. У процесі тужавіння тампонажного розчину і набору міцності новоутвореної кристалічної структури проникливість каменю з плином часу знижується. При тужавінні цементу в умовах високих температур проникливість каменю різко зростає.

### Об'ємні зміни цементного каменю
Об'ємні зміни цементного каменю До об'ємних змін належать контракція, набухання, усадка і розширення цементного каменю.
Контракція — об'ємна деформація цементного каменю, суть якої полягає в тому, що у процесі гідратації сумарний об'єм, який займає тверда і рідка фаза, зменшується через ущільнення хімічно зв'язаної води та випаровування води замішування. Зменшення об'єму у результаті контракції супроводжується збільшенням пористості каменю і поглинанням рідини із навколишнього середовища. Тампонажний камінь чутливий до змін вологості навколишнього середовища. При надмірному надходженні води у поровий простір тампонажного каменю у процесі тужавіння спостерігається деяке збільшення зовнішнього об'єму каменю, або його набухання. При видаленні води з пор тампонажного каменю відбувається зменшення його об'єму — усадка. Процеси усадки і набухання залежать від мінералогічного складу клінкеру та вмісту домішок у цементі. З огляду на важливість ізоляційних функцій тампонажного цементу, усадкові деформації каменю небажані.

### Корозійна стійкість цементного каменю
Захист цементного каменю від корозійної дії високомінералізованих пластових вод не є простою задачею. Основними агресивними середовищами, в яких відбувається інтенсивне руйнування цементного каменю, є пластові води, що містять сульфат-йони, йони магнію, кислі води нафтових родовищ. М'яким водам притаманна вилуговувальна агресивність.
Найбільший корозійний вплив на цементний камінь спричиняють сульфатна, магнезіальна і знелужувальна корозії.
Корозійна стійкість цементного каменю оцінювалась за коефіцієнтом корозійної стійкості.
Цементний камінь уважається таким, що витримав випробування на корозійну стійкість, якщо протягом року витримування в агресивному середовищі взірці не мають зовнішніх ознак пошкодження (розпушення поверхні, відшарування, розтріскування, деформація), а коефіцієнт стійкості (відношення межі міцності взірців, що тужавіли в агресивному середовищі до межі міцності одночасно випробуваних взірців, які тужавіли у прісній воді) Кc ≥ 0,85 у будь-який момент випробування.

## Характеристика агресивності геологічного середовища
За ступенем агресивності речовини геологічного середовища розміщуються у наступному порядку (у бік зменшення агресивності):
- — газоподібний сірководень при високому тиску (вище 10 МПа);
- — солі магнію (більш агресивні хлориди, менше — сульфати);
- — розчинений сірководень;
- — розчинена вугільна кислота;
- — сульфіди основних металів;
- — сульфати (при невисоких температурах);
- — вуглекислий газ;
- — хлорид кальцію при концентрації вище 20 г/дм3;
- — пластові води з рН < 6
- — хлорид натрію при концентрації вище 100 г/дм3.